# Řeka

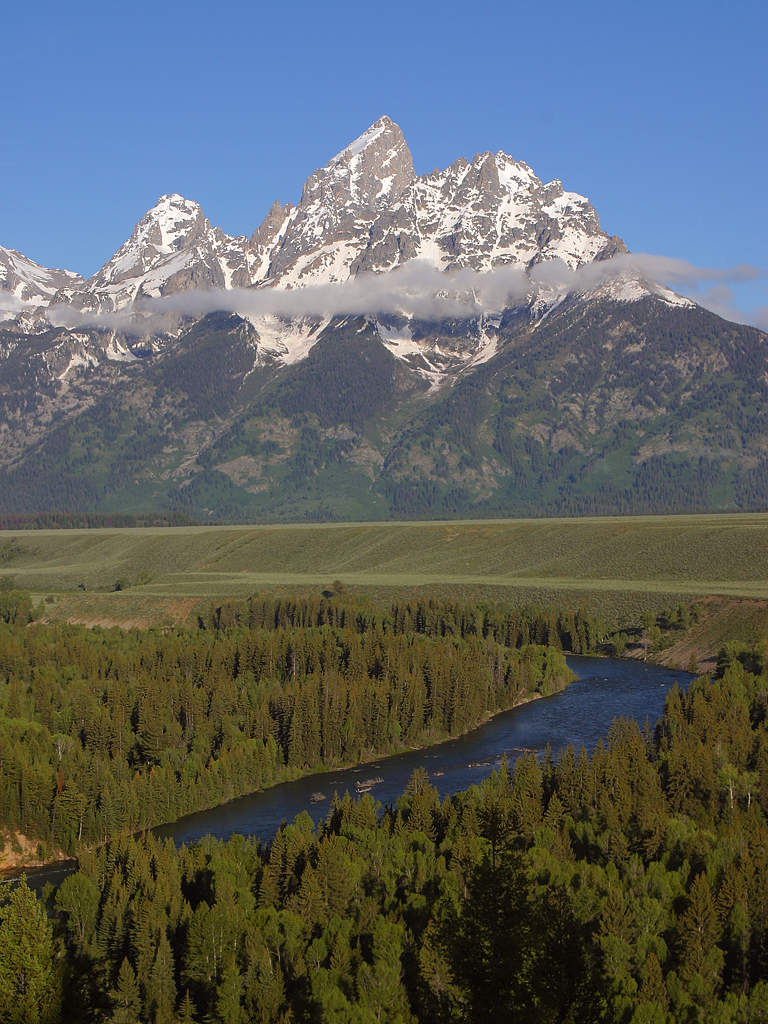
Řeka protékající údolím

Řeka je přirozený vodní tok. Ve srovnání s potokem má obvykle větší průtok, délku nebo rozlohu povodí.

## Průběh řeky
Tok řeky můžeme rozdělit do tří částí:
- horní tok, s převahou eroze, charakteristické je říční údolí ve tvaru „V“ s minimem usazenin
- střední tok, kde se projevuje eroze i sedimentace, říční údolí je plošší a s již významným podílem usazenin. Koryto toku má tvar písmena „U“.
- dolní tok s převahou sedimentace – údolí je velice ploché, díky masivní sedimentaci vznikají rozsáhlé říční nivy.

## Související pojmy
Kromě řek tekoucích stále rozeznáváme i řeky tekoucí jen občas. Zhruba polovina řek přerušuje tok během roku. Menší vodní toky se nazývají bystřina, potok a říčka. Řeka, která je alespoň 500 km dlouhá a jejíž povodí má rozlohu přinejmenším 100 000 km², se označuje jako veletok.
Část toku řeky může vést i podzemím. Místo, kde vodní tok mizí pod povrchem země (což se často stává v krasových oblastech s rozsáhlým výskytem jeskyní), se nazývá ponor, místo opětovného vynoření vyvěračka a podzemní části řeky se říká punkva.
Voda ve vodních tocích pochází z tajícího sněhu, dešťových srážek a z vody, která se vsákla do Země a na povrch znovu vyvěrá v místě nazývaném pramen. Některé řeky pramen nemají a začínají v jezerech, bažinách nebo tajícím ledovci.

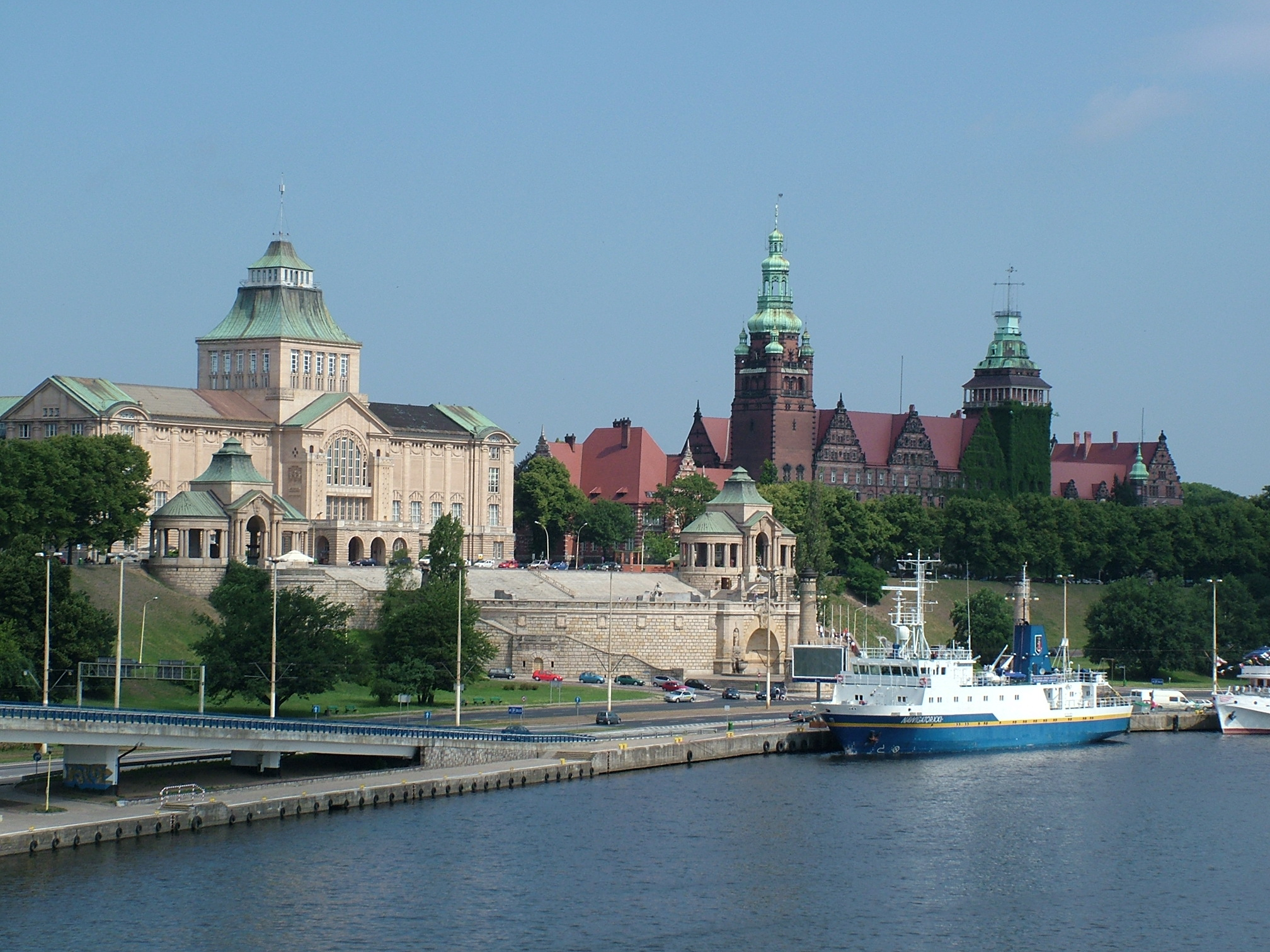
Řeka Odra, Štětín, Polsko

Místo, na kterém se řeka vlévá do moře nebo jezera, se nazývá ústí. Řeka se před ním často dělí na několik větví. Území ohraničené těmito větvemi a vodní plochou, do níž se řeka vlévá, se nazývá delta, protože při pohledu shora obvykle má přibližně trojúhelníkový tvar, podobný řeckému písmenu delta (Δ). Větvení řeky, tedy vytváření říčních ramen, se označuje termínem divočení řeky. Pokud se řeka rozdělí na dva toky nastálo, nazývá se to bifurkace. Místo, na kterém se dvě řeky (resp. vodní toky) setkávají, je soutok. Pokračování toku za soutokem dvou řek se obvykle pojmenovává po té delší nebo větší, někdy se však může zcela přejmenovat a původní toky se pak označují jako zdrojnice; tímto způsobem vzniká například Amazonka. V některých případech může tok za soutokem nést jméno kratší a menší řeky, jako je tomu v případě Labe po soutoku s Vltavou. U menší řeky, respektive té, která „souboj“ o jméno další části toku prohrála, lze v tomto případě rovněž mluvit o ústí.

## Říční kategorie
Řeky jsou rozděleny podle ústí do následujících kategorií:
- řeka I. kategorie je řeka, která ústí přímo do moře (v ČR jsou takovéto řeky jen dvě – Labe a Odra)
- řeka II. kategorie je řeka, která ústí do řeky I. kategorie (v ČR např. Vltava, Morava, Ostravice)
- řeka III. kategorie je řeka, která ústí do řeky II. kategorie (v ČR např. Sázava, Dyje)
- řeka IV. kategorie je řeka, která ústí do řeky III. kategorie (v ČR např. Svratka, Úslava)
- pátá kategorie se už nezavádí, i když i takové řeky existují.

### Statistické údaje běžně uváděné u řek
- délka toku (od pramene k ústí)
- průměrný nebo okamžitý průtok
- plocha povodí.

## Největší řeky světa

### podle průtoku
V této tabulce je uvedeno 5 největších řek světa podle průměrného průtoku v ústí řeky.
| Název                                         | Kontinent     | průtok (m³/s) |
| --------------------------------------------- | ------------- | ------------- |
| Amazonka                                      | Jižní Amerika | 219 000       |
| Kongo                                         | Afrika        | 41 800        |
| společné ústí řek Meghna, Ganga a Brahmaputra | Asie          | 39 300        |
| Orinoco                                       | Jižní Amerika | 33 000        |
| Jang-c’-ťiang                                 | Asie          | 31 900        |

### podle velikosti povodí

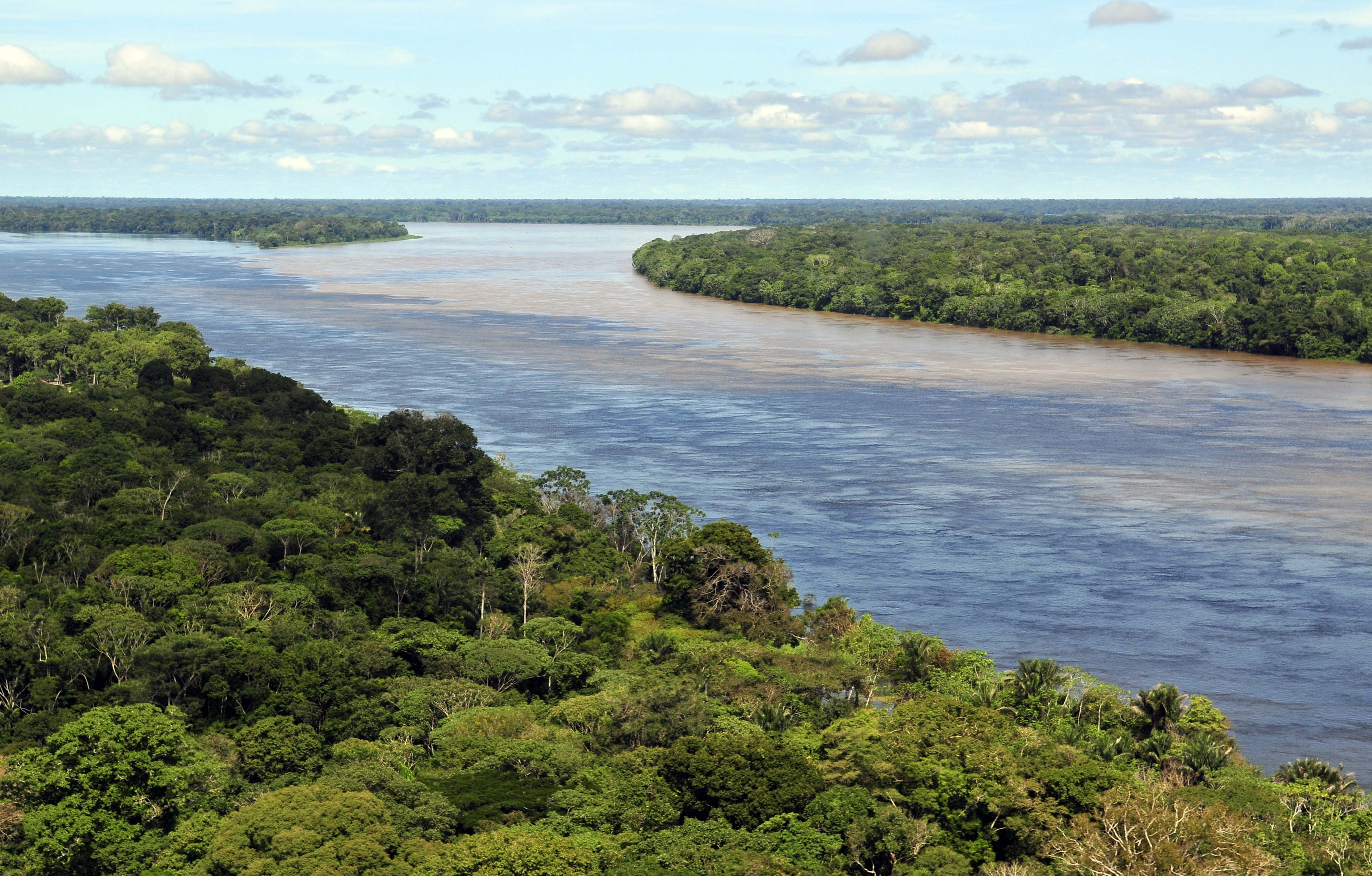
Přítok Amazonky poblíž města Manaus

V této tabulce je uvedeno 6 největších řek světa podle velikosti povodí.
| Název       | Kontinent       | povodí (km²) |
| ----------- | --------------- | ------------ |
| Amazonka    | Jižní Amerika   | 6 915 000    |
| Kongo       | Afrika          | 3 680 000    |
| Nil         | Afrika          | 3 400 000    |
| Paraná      | Jižní Amerika   | 3 100 000    |
| Ob          | Asie            | 2 990 000    |
| Mississippi | Severní Amerika | 2 980 000    |

### podle délky
V této tabulce je uvedeno 10 největších řek světa podle jejich délky. Pokud je nějaký přítok řeky delší než samotná řeka od místa ústí tohoto přítoku, je počítána délka přítoku. Nejdelší česká řeka Labe má od pramenu Vltavy délku 1329 km.
| Název                      | Kontinent | Délka (km) |
| -------------------------- | --------- | ---------- |
| Amazonka                   | Amerika   | 6 762      |
| Nil                        | Afrika    | 6 690      |
| Jang-c’-ťiang              | Asie      | 6 380      |
| Mississippi - Missouri     | Amerika   | 6 275      |
| Jenisej - Angara - Selenga | Asie      | 5 539      |
| Žlutá řeka                 | Asie      | 5 464      |
| Ob - Irtyš                 | Asie      | 5 410      |
| Kongo                      | Afrika    | 4 700      |
| Amur                       | Asie      | 4 444      |
| Lena                       | Asie      | 4 400      |